# Oostrozebeke
Oostrozebeke is een plaats en gemeente in de Belgische provincie West-Vlaanderen. De gemeente telt ongeveer 8.000 inwoners en wordt in de volksmond "Rosebeke" genoemd.

## Geschiedenis
De oudste bewoning was waarschijnlijk nabij De Ginste en Kalberg. Tussen de 7e en 12e eeuw zouden ontginningen hebben plaatsgevonden. In 1066 werd Oostrozebeke voor het eerst schriftelijk vermeld, als Rosebecca, wat rietbeek betekent. In 1544 sprak men voor het eerst van Oostrozebeke, ter onderscheid van Westrozebeke. In 1194 werd voor het eerst een heer met name genoemd, en wel Waubertus de Rosbeka. Niet precies bekend is waar de zetel van deze heerlijkheid zich bevond.
Van een parochie was al sprake in 946. Vanaf 1186 kwam het patronaatsrecht aan de Abdij van Ename.
Oostrozebeke had onder meer te lijden van de Gentse Opstand (1449-1453). In 1578 woedde de beeldenstorm, terwijl ook strenge winters en een pestepidemie hun tol eisten. Hoewel de 17e eeuw aanvankelijk herstel bracht, bleven er problemen met vooral Franse troepen, die de Noordelijke Nederlanden steunden in de opstand tegen Spanje, en ook de Negenjarige Oorlog (1688-1697) bracht ellende. Vanaf 1713 brak een periode van rust aan, waarbij onder meer de vlasteelt zich ontwikkelde.
In 1795 werd Oostrozebeke een zelfstandige gemeente. Einde 18e eeuw kwam de huisweverij tot bloei. In 1849 werd een leerwerkhuis ingesteld om vakkennis aangaande de linnenindustrie bij te brengen. In 1868 kwam een spoorlijn en in 1871 werd het Kanaal Roeselare-Leie opengesteld.
Op 14-16 oktober 1914 trok de Duitse bezetter door Oostrozebeke. In oktober 1918 werden de Duitsers vanuit Ingelmunster bestookt door de geallieerden, wat tot aanzienlijke schade leidde.
De eerste helft van de 20e eeuw kenmerkte zich door de bloei van de vlasnijverheid en de industrialisatie daarvan. Het vlas werd onder meer aan Engeland verkocht. Vanaf 1955 nam het belang van de vlasnijverheid af, vanwege de opkomst van kunst- en synthetische vezels.
Ten gevolge van de economische opbloei breidde Oostrozebeke zich sterk uit.

## Kernen
De kern van Oostrozebeke neemt een groot stuk van het grondgebied in, en spreidt zich ver uit. In het noorden van de gemeente, ten noorden van de Mandel, ligt het dorp Ginste, met zijn eigen parochie (Sint-Jozef). Ten noorden van Ginste ligt het gehucht Verre-Ginste.
| #   | Naam         |
| --- | ------------ |
| I   | Oostrozebeke |
| II  | Ginste       |
| III | Verre-Ginste |

De gemeente Oostrozebeke grenst aan de volgende dorpen en gemeenten:
| - a. Meulebeke (stad Tielt) - b. Tielt (stad Tielt) - c. Dentergem (gemeente Dentergem) - d. Markegem (gemeente Dentergem) - e. Sint-Baafs-Vijve (gemeente Wielsbeke) |

| - f. Wielsbeke (gemeente Wielsbeke) - g. Ooigem (gemeente Wielsbeke) - h. Hulste (stad Harelbeke) - i. Ingelmunster (gemeente Ingelmunster) |

Oostrozebeke, kernen en buurgemeenten. De gele gebieden zijn bebouwde kernen.

## Bezienswaardigheden
- De Sint-Amanduskerk vervangt de in 1935 afgebrande kerk. Ze werd rond 1936 gebouwd naar een ontwerp van architect Van Coillie uit Roeselare.
- De Ginstegrot, een Mariagrot en bedevaartsplaats in het gehucht De Ginste
- Op de gemeentelijke begraafplaats liggen twee Britse slachtoffers uit de Eerste Wereldoorlog. Hun graven staan bij de Commonwealth War Graves Commission geregistreerd onder Oostrozebeke Communal Cemetery.[1]
- De 'Kinderkosmonaut' door graffitikunstenaar Jonas Tuch en Noël Baker (VS) - een muurschildering aan kinderopvang De Wiemkes.

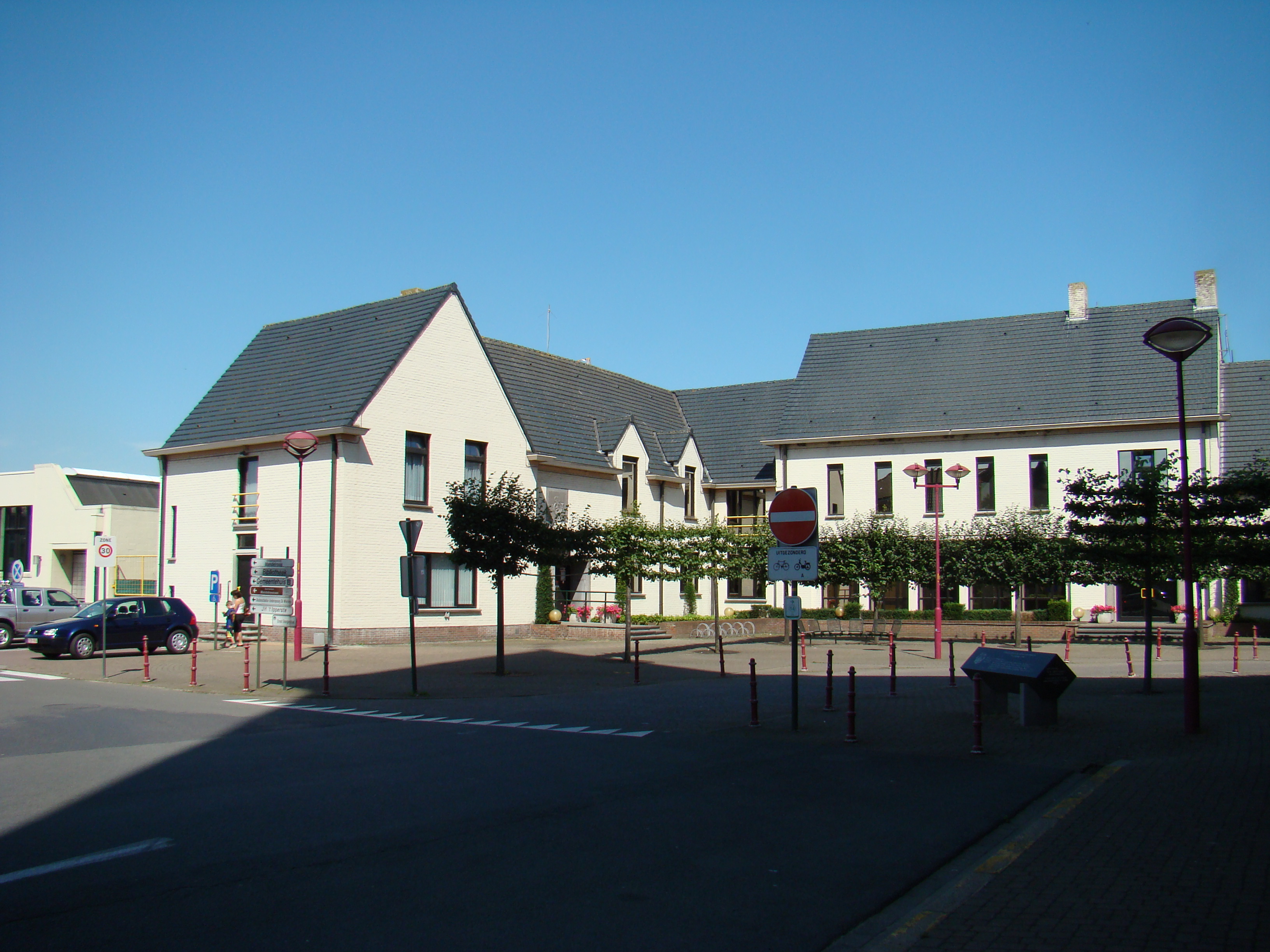
Administratief centrum Oostrozebeke
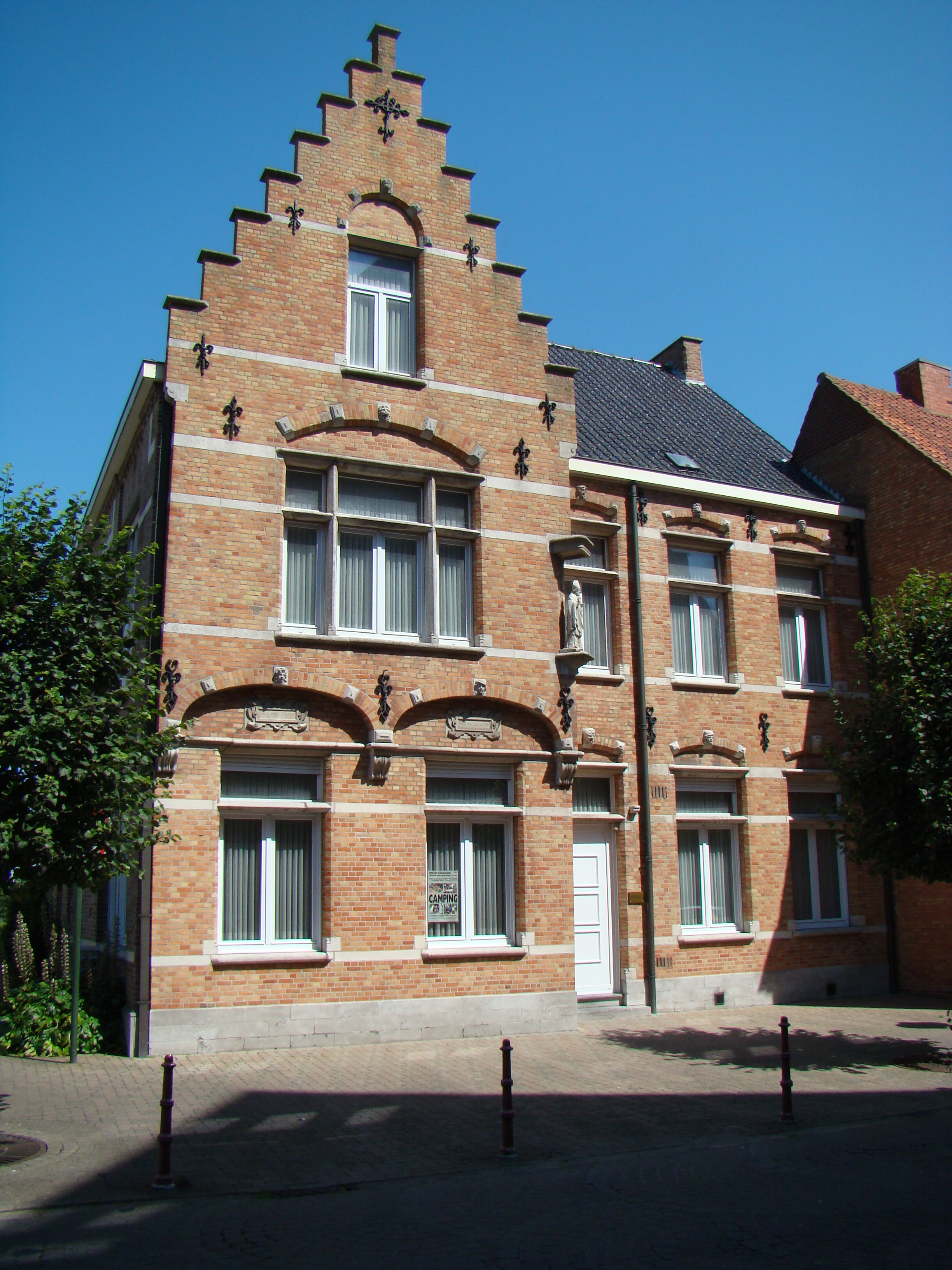
Pastorie Sint-Amandus
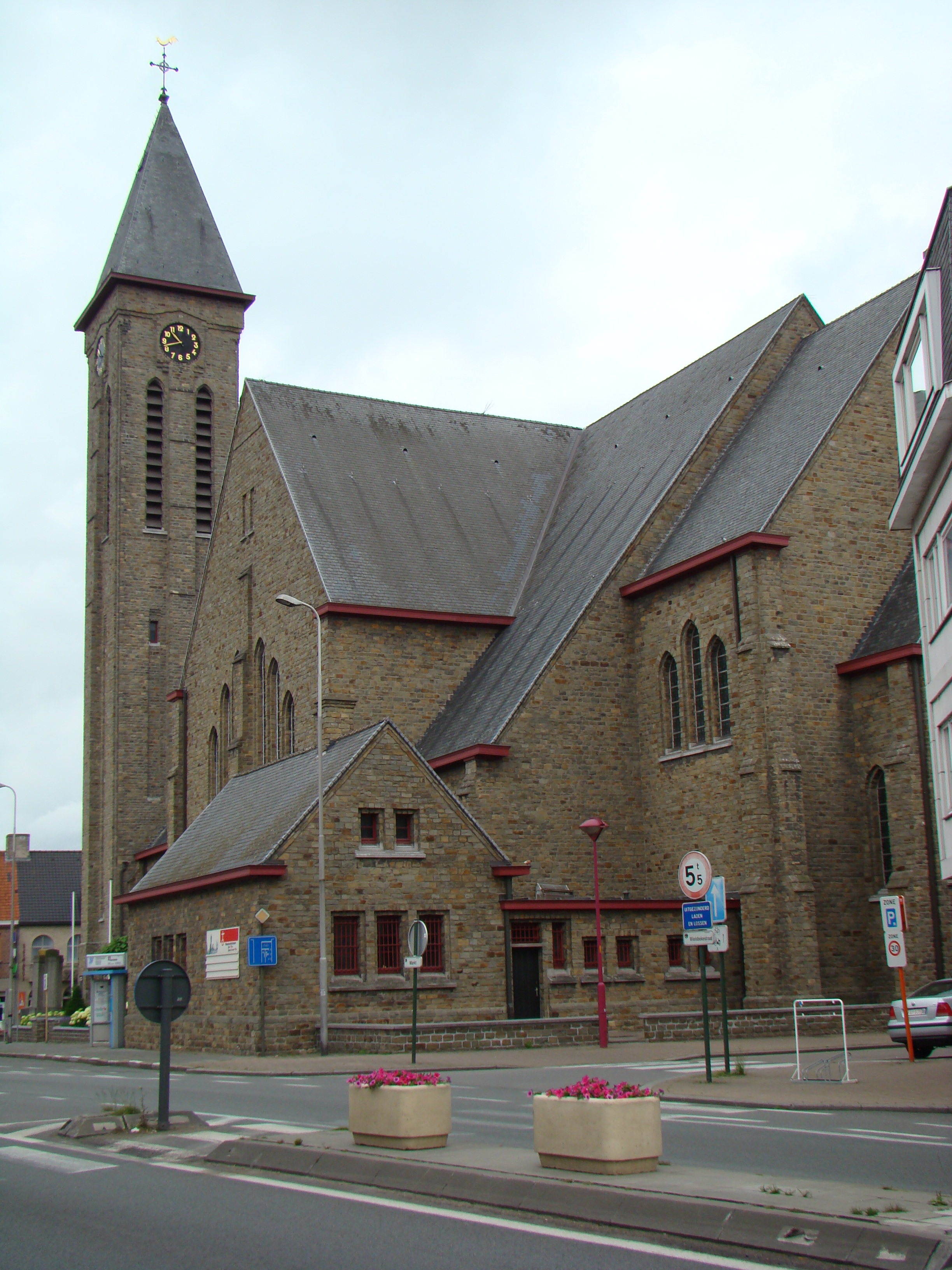
Sint-Amanduskerk

## Natuur en landschap
Oostrozebeke hoort tot Zandlemig Vlaanderen. Het noordelijk deel is een uitloper van het Plateau van Tielt, het zuidelijk deel is een uitloper van het Hoogland van Hulste. De hoogte bedraagt 10-31 meter. Het langgerekte Oostrozebeke ligt direct ten zuiden van de Mandel, terwijl zich verder naar het zuiden het Kanaal Roeselare-Leie bevindt. Vanuit Meulebeke stroomt de Devebeek zuidwaarts en mondt uit in de Mandel.

## Demografische ontwikkeling
- Bronnen:NIS, Opm:1831 tot en met 1981=volkstellingen; 1990 en later= inwonertal op 1 januari

| Inwoners van jaar tot jaar op 1 januari 1992 tot heden | Inwoners van jaar tot jaar op 1 januari 1992 tot heden | Inwoners van jaar tot jaar op 1 januari 1992 tot heden |
| jaar                                                   | Aantal                                                 | Evolutie: 1992=index 100                               |
| ------------------------------------------------------ | ------------------------------------------------------ | ------------------------------------------------------ |
| 1992                                                   | 7.017                                                  | 100,0                                                  |
| 1993                                                   | 7.073                                                  | 100,8                                                  |
| 1994                                                   | 7.084                                                  | 101,0                                                  |
| 1995                                                   | 7.168                                                  | 102,2                                                  |
| 1996                                                   | 7.199                                                  | 102,6                                                  |
| 1997                                                   | 7.261                                                  | 103,5                                                  |
| 1998                                                   | 7.232                                                  | 103,1                                                  |
| 1999                                                   | 7.294                                                  | 103,9                                                  |
| 2000                                                   | 7.317                                                  | 104,3                                                  |
| 2001                                                   | 7.367                                                  | 105,0                                                  |
| 2002                                                   | 7.319                                                  | 104,3                                                  |
| 2003                                                   | 7.377                                                  | 105,1                                                  |
| 2004                                                   | 7.423                                                  | 105,8                                                  |
| 2005                                                   | 7.445                                                  | 106,1                                                  |
| 2006                                                   | 7.449                                                  | 106,2                                                  |
| 2007                                                   | 7.458                                                  | 106,3                                                  |
| 2008                                                   | 7.505                                                  | 107,0                                                  |
| 2009                                                   | 7.510                                                  | 108,5                                                  |
| 2010                                                   | 7.559                                                  | 107,7                                                  |
| 2011                                                   | 7.526                                                  | 107,3                                                  |
| 2012                                                   | 7.556                                                  | 107,7                                                  |
| 2013                                                   | 7.619                                                  | 108,6                                                  |
| 2014                                                   | 7.678                                                  | 109,4                                                  |
| 2015                                                   | 7.704                                                  | 109,8                                                  |
| 2016                                                   | 7.700                                                  | 109,7                                                  |
| 2017                                                   | 7.777                                                  | 110,8                                                  |
| 2018                                                   | 7.849                                                  | 111,9                                                  |
| 2019                                                   | 7.932                                                  | 113,0                                                  |
| 2020                                                   | 7.956                                                  | 113,4                                                  |
| 2021                                                   | 7.943                                                  | 113,2                                                  |
| 2022                                                   | 7.972                                                  | 113,6                                                  |
| 2023                                                   | 8.021                                                  | 114,3                                                  |
| 2024                                                   | 8.064                                                  | 114,9                                                  |
| 2025                                                   | 8.013                                                  | 114,2                                                  |

## De Oostrozebeekse Mussengilde[3]
Ten tijde van het Franse bewind wordt in 1802 de eerste anti-mussengilde van Vlaanderen opgericht te Oostrozebeke. De Gazette van Gend(t) bericht daarover als volgt:
“In de commune van Oostrosebeke, arrondissement communal van Cortryk, departement van de Leye, heeft men sedert enige decaden plegtiglyk ingerigt eene zekere soort van societeyt, ter vernieling van het schadelijk en verdervende gedierte der Musschen.”
Het doel van de pas opgerichte vereniging was duidelijk: mussen doden. De bestaansreden van de gilde was drievoudig. Ten eerste wilde men schade aan landbouwgewassen voorkomen. Ten tweede is de vogel drager van diverse ziektes en infecties. Ten derde bracht een gedode goed-gevleesde mus wat vlees in de pot.
De nieuwe vereniging kende onmiddellijk bijval want vanaf het eerste jaar telde de anti-mussengilde van Oostrozebeke zo’n honderd leden, zo meldt hetzelfde artikel. Het verheugde de nieuwe gilde overigens dat haar voorbeeld navolging kreeg in de omliggende gemeenten.
De werking van de mussengilde werd opgenomen in de 'statuten'. Jaarlijks werd een voorzitter verkozen in wiens handen elk lid de 11e Germinal (1 april) 10 mussen, gevangen of gedood op het grondgebied van de gemeente, moest binnen brengen. Voor iedere ontbrekende mus of iedere mus waarvan men kon bewijzen dat ze in een ander dorp gekocht of omgebracht was, werd een door de statuten bepaalde boete opgelegd. Deze gelden kwamen de armen van de gemeente ten goede.
Ook het gemeentebestuur zou het initiatief van de mussenschieters, die veelal door het ontbreken van behoorlijk schietgerief met een blaaspijp aan de slag moesten, genegen geweest zijn. Er ontstond een actief gildenleven, men verkoos er jaarlijks een ‘Mussenschieterskoning’ en men hield feestelijke vergaderingen. Zo bericht ook de Gazette van Gend(t) in maart 1804 over een prijsuitdeling in het gemeentehuis dat zou worden opgeluisterd door “het uytspreken van een wydlopige redevoeringe alsook door het geven van een luysterlyken bal”. Eerder zou het Oostrozebeeks gemeentebestuur reeds beslissen een premie uit te schrijven voor de mussenschieters. Er waren zowaar centen te verdienen en de mussen kon men mee naar huis nemen om te verorberen.
Over de bedrijvigheid van de anti-mussengilde is voorts weinig geweten. Voor het laatst vernemen we iets van de mussengilde in 1816. Op kermisdinsdag, 9 oktober 1816, werd te Oostrozebeke voor de lokale mussengilde immers een feest georganiseerd.
Oostrozebeeks burgemeester Remi Vanacker liet destijds optekenen dat hij tijdens de oorlogsjaren meermaals goedgevleesde mussen heeft gegeten. Afgezien van de oorlogsjaren uit de twintigste eeuw zou de mus als ‘maaltijd’ evenwel uit de kookpotten verdwijnen.
Dit stukje Oostrozebeekse folklore inspireerde twee Oostrozebekenaren om in hun eetcafé pal aan de kerk 'Oostrozebeekse Mussenpootjes' op de kaart te zetten.

## Politiek

### Structuur
| Oostrozebeke     | Oostrozebeke     | Supranationaal         | Nationaal                         | Nationaal                         | Gemeenschap               | Gewest                    | Provincie                 | Arrondissement  | Provinciedistrict | Kanton          | Gemeente        |
| ---------------- | ---------------- | ---------------------- | --------------------------------- | --------------------------------- | ------------------------- | ------------------------- | ------------------------- | --------------- | ----------------- | --------------- | --------------- |
| Administratief   | Niveau           | Europese Unie          | België                            | België                            | Vlaanderen                | Vlaanderen                | West-Vlaanderen           | Tielt           | Tielt             | Tielt           | Oostrozebeke    |
| Administratief   | Bestuur          | Europese Commissie     | Belgische regering                | Belgische regering                | Vlaamse regering          | Vlaamse regering          | Deputatie                 | Deputatie       | Deputatie         | Deputatie       | Gemeentebestuur |
| Administratief   | Raad             | Europees Parlement     | Kamer van volksvertegenwoordigers | Kamer van volksvertegenwoordigers | Vlaams Parlement          | Vlaams Parlement          | Provincieraad             | Provincieraad   | Provincieraad     | Provincieraad   | Gemeenteraad    |
| Kiesomschrijving | Kiesomschrijving | Nederlands Kiescollege | Kieskring West-Vlaanderen         | Kieskring West-Vlaanderen         | Kieskring West-Vlaanderen | Kieskring West-Vlaanderen | Kieskring West-Vlaanderen | Roeselare-Tielt | Tielt             | Oostrozebeke    | Oostrozebeke    |
| Verkiezing       | Verkiezing       | Europese               | Federale                          | Federale                          | Vlaamse                   | Vlaamse                   | Provincieraads-           | Provincieraads- | Provincieraads-   | Provincieraads- | Gemeenteraads-  |

### Burgemeesters
- 1830-1854 Charles-François Laridon
- 1854-1872 Ivo Desmet
- 1872-1878 Emmanuel-Henri van Outryve d'Ydewalle
- 1879-1892 : Jean-Baptiste de Bethune jr.
- 1892-1895 Sylvain Schaubrouck (waarnemend)
- 1895-1999 Emmanuel Marie de Bethune
- 1899-1903 Sylvain Schaubrouck
- 1903-1915 Emiel Lambrecht
- 1921-1940 Pieter Dossche
- 1947-1964 Jozef Cloet
- 1964-1976 Remi Vanacker
- 1976-1982 Marcel Bonte
- 1982-1988 Jaques Van Loo
- 1989-1994 : Lieven Demedts (LVB/ Volksunie)
- 1995-2015 : Jean-Marie Bonte
- 2016-2019 : Karl De Clerck
- 2019-heden : Luc Derudder

#### 2013-2018
In 2013 haalde CDV 14 van de 19 zetels binnen. Bij aanvang van de legislatuur werd enkel afgesproken dat Jean-Marie Bonte burgemeester bleef tot 31 december 2015. Op 1 januari 2016 werd Karl De Clerck burgemeester. Door het vroegtijdig ontslag van 2 schepenen, het overlijden van een schepen en het vertrek van twee gemeenteraadsleden waren er niet voldoende opvolgers bij CDV. Hierdoor telde de gemeenteraad na 1 januari 2016 nog 18 raadsleden.

#### 2019-2024
Voorafgaand aan de gemeenteraadsverkiezingen van 2018 ontstaat er wat beroering onder de leden van de lokale CD&V-afdeling. Een aantal leden menen dat zij als partij meer te verliezen als te winnen hebben bij een deelname aan de gemeenteraadsverkiezingen onder de vlag van Oostrozebeke.nu (een menglijst van Open Vld, CD&V en onafhankelijken). Overtuigd dat een derde partij het speelveld van de Oostrozebeekse politiek kan openbreken, wordt er door enkele leden actief gewerkt rond een derde kieslijst. De 3 toenmalige CD&V-schepenen geven evenwel heel wat tegengas. Uiteindelijk komt het tot een crisisberaad onder leiding van Daniël Vanpoucke, toenmalige provinciaal voorzitter, en Bart Dochy, Vlaams parlementslid. De tweespalt zal nooit verdwijnen waardoor een actieve lokale werking van CD&V de facto wordt ontbonden.
Bij de gemeenteraadsverkiezingen van oktober 2018 behaalde Oostrozebeke.nu (een verderzetting van de CDV-meerderheid) een (nipte) meerderheid met 10 van de 19 zetels. Met Karl De Clerck als kopman zag Oostrozebeke.nu (CDV) het aantal zetels met 4 terugvallen. Daar waar CDV in 2012 nog ruim 70 procent van de stemmen haalde, gaat de partij er in 2018 fel op achteruit. Inspraak.nu wint serieus ten opzicht van 2012, toen de partij nog als N-VA naar de kiezer trok. Zij halen net geen meerderheid. De burgemeester werd Luc Derudder. Inspraak.nu-kopvrouw Marleen Lefebre zag haar persoonlijke score van 2012 bijna vervijfvoudigen en was met 1458 voorkeurstemmen veruit de populairste Oostrozebeekse politica. Haar partij behaalde 9 zetels en bleef in de oppositie.
In november 2020 geeft Marc Tieberghien, in de vorige legislatuur nog CD&V-schepen, zijn ontslag als gemeenteraadsvoorzitter en dit uit onmin met de manier waarop burgemeester Luc Derudder de gemeente leidde. Hij verweet de burgemeester een gebrek aan dossierkennis en leiderschap.

#### 2024-2030
Bij de gemeenteraadsverkiezingen van oktober 2024 behaalde Oostrozebeke.nu 12 van de 19 zetels, een stijging met 2 zetels ten opzichte van 2018. Uittredend burgemeester Luc Derudder kon hierdoor zijn mandaat verlengen. De oppositielijst Inspraak.nu viel terug van 9 naar 5 zetels, terwijl Vlaams Belang, dat als derde lijst opkwam, met twee zetels in de gemeenteraad kwam.

### Verkiezingen sinds 1976
| Partij               | Partij                                        | 10-10-1976 | 10-10-1976 | 10-10-1982 | 10-10-1982 | 9-10-1988 | 9-10-1988 | 9-10-1994 | 9-10-1994 | 8-10-2000 | 8-10-2000 | 8-10-2006 | 8-10-2006 | 14-10-2012 | 14-10-2012 | 14-10-2018 | 14-10-2018 | 13-10-2024 | 13-10-2024 |
| Stemmen / Zetels     | Stemmen / Zetels                              | %          | 17         | %          | 17         | %         | 17        | %         | 17        | %         | 19        | %         | 19        | %          | 19         | %          | 19         | %          | 19         |
| -------------------- | --------------------------------------------- | ---------- | ---------- | ---------- | ---------- | --------- | --------- | --------- | --------- | --------- | --------- | --------- | --------- | ---------- | ---------- | ---------- | ---------- | ---------- | ---------- |
|                      | CVP1/ CD20002 / CD3 / CDV4 / Oostrozebeke.nu5 | 36,841     | 6          | -          |            | 39,271    | 7         | 52,422    | 10        | 68,482    | 15        | 65,293    | 14        | 70,314     | 14         | 51,25      | 10         | 57.75      | 12         |
|                      | N-VA1 / Inspraak.nu2                          | -          |            | -          |            | -         |           | -         |           | -         |           | -         |           | 29,691     | 5          | 48,82      | 9          | 26,52      | 5          |
|                      | A.B.C.1 / OostroPLUS2                         | -          |            | -          |            | -         |           | 26,281    | 4         | 23,961    | 4         | 21,462    | 3         | -          |            | -          |            | -          |            |
|                      | Vlaams Belang/LD1 / Vlaams Belang2            | -          |            | -          |            | -         |           | -         |           | -         |           | 13,261    | 2         | -          |            | -          |            | 15,82      | 2          |
|                      | OK                                            | -          |            | -          |            | -         |           | 21,3      | 3         | -         |           | -         |           | -          |            | -          |            | -          |            |
|                      | LVB                                           | -          |            | -          |            | 50,89     | 9         | -         |           | -         |           | -         |           | -          |            | -          |            | -          |            |
|                      | SP                                            | -          |            | -          |            | 9,84      | 1         | -         |           | -         |           | -         |           | -          |            | -          |            | -          |            |
|                      | KEL                                           | -          |            | 45,4       | 8          | -         |           | -         |           | -         |           | -         |           | -          |            | -          |            | -          |            |
|                      | LVN                                           | -          |            | 46,59      | 9          | -         |           | -         |           | -         |           | -         |           | -          |            | -          |            | -          |            |
|                      | AVB                                           | 63,16      | 11         | -          |            | -         |           | -         |           | -         |           | -         |           | -          |            | -          |            | -          |            |
| Anderen(*)           | Anderen(*)                                    | -          |            | 8,01       | 0          | -         |           | -         |           | 7,56      | 0         | -         |           | -          |            | -          |            | -          |            |
| Totaal stemmen       | Totaal stemmen                                | 4504       | 4504       | 4778       | 4778       | 5074      | 5074      | 5272      | 5272      | 5442      | 5442      | 5599      | 5599      | 5660       | 5660       | 5795       | 5795       | 4190       | 4190       |
| Opkomst %            | Opkomst %                                     |            |            |            |            | 96,63     | 96,63     | 96,35     | 96,35     | 96,25     | 96,25     | 96,90     | 96,90     | 95,50      | 95,50      | 95,7       | 95,7       | 68,9       | 68,9       |
| Blanco en ongeldig % | Blanco en ongeldig %                          | 4,35       | 4,35       | 4,63       | 4,63       | 5,66      | 5,66      | 6,96      | 6,96      | 6,67      | 6,67      | 4,61      | 4,61      | 6,04       | 6,04       | 7,0        | 7,0        | 1,7        | 1,7        |

De zetels van de gevormde meerderheid staan vetjes afgedrukt. De grootste partij is in kleur.

De rode cijfers naast de gegevens duiden aan onder welke naam de partijen telkens bij een verkiezing opkwamen.

(*) 1982: WLVDJ (8,01%) / 2000: V.N.O. (7,56%)

## Gemeenteverbroedering
- Oostrozebeke is verbroederd met de stad Wetter (Hessen) in Duitsland.

## Bekende Oostrozebekenaren
- Ernest Brengier (1873-1940), componist
- Daniël Verstraete (1924), bisschop van Klerksdorp
- Els Snick (1966), auteur en vertaler
- Sammy Bossut (1985), voetballer
- Emmanuel Vanluchene (1992), voormalig zwemmer
- Marvin Vanluchene (1995), wereldkampioen zijspancross
- Frits Verbrugghe (1933-2025), voormalig zijspancrosser

## Nabijgelegen kernen
Ingelmunster, Meulebeke, De Ginste, Sint-Baafs-Vijve, Wielsbeke, ...